# One (Creed-låt)
One är en låt av rockbandet Creed, från deras album My Own Prison från 1997. Den beskriver saknandet av unitet i det moderna samhället och inkluderar kritik mot kvotering. Den var bandets fjärde singel. Den inkluderades även som B-Sida till Creed låten "With Arms Wide Open".
"One" är den enda singeln från Creeds första album att komma in på The Billboard Hot 100, då den nådde #70. Den kom också med på Mainstream Rock Tracks listan och Modern Rock Tracks listan, och nådde #2 på båda. Den här låten användes som Ricky Steamboats ingångs tema år 2006 och 2007 RAW Live Events.